# كلوريد المغنيسيوم
كلوريد المغنيسيوم هو اسم لمركبات كيميائية بصيغ مختلفة مثل MgCl2 و MgCl2(H2O)x. وهي أملاح هاليدات أيونية نموذجية، كونها قابلة للذوبان في الماء بدرجة كبيرة. ويمكن استخراج كلوريد المغنيسيوم المائي من مياه البحر أو الماء المالح، حيث يتم إنتاجه في أمريكا الشمالية في المقام الأول من محلول بحيرة سولت ليك الكبرى، في عملية مماثلة لاستخراجه من البحر الميت في وادي الأردن. ويُعتبر كلوريد المغنيسيوم المائي الشكل المتاح بسهولة منه حاليًا.